# Voo Cubana de Aviación 455
Em 6 de outubro de 1976 duas bombas explodiram a bordo de um avião da Cubana de Aviación, no voo 455, causando a morte de 73 pessoas, a maioria integrante da equipe juvenil cubana de esgrima, que retornava da Venezuela após receber a maioria de medalhas de ouro em um campeonato naquele país. O voo 455 da companhia Cubana de Aviación fazia o trajeto Barbados-Jamaica. Do total de 73 vítimas, 57 eram cubanas, 11 guianenses e 5 norte-coreanas. A organização National Security Archive, que tem como objetivo tornar públicos documentos secretos do Governo americano, afirmou que este é o momento de o Governo ser honesto sobre o passado de Luis Posada Carriles e seu envolvimento com o terrorismo internacional. Suas vítimas, o público e os tribunais têm o direito de saber. Entre os documentos divulgados pelo National Security Archive estão incluídas as declarações dos policiais de Trinidad e Tobago que interrogaram dois venezuelanos condenados em 1986 por colocar as bombas que destruíram a aeronave. Segundo o interrogatório, a primeira ligação que os acusados fizeram após o ataque foi para o escritório da companhia de segurança de Luis Posada Carriles. Segundo o interrogatório, o explosivo que destruiu o avião foi colocado em um tubo de pasta dental.

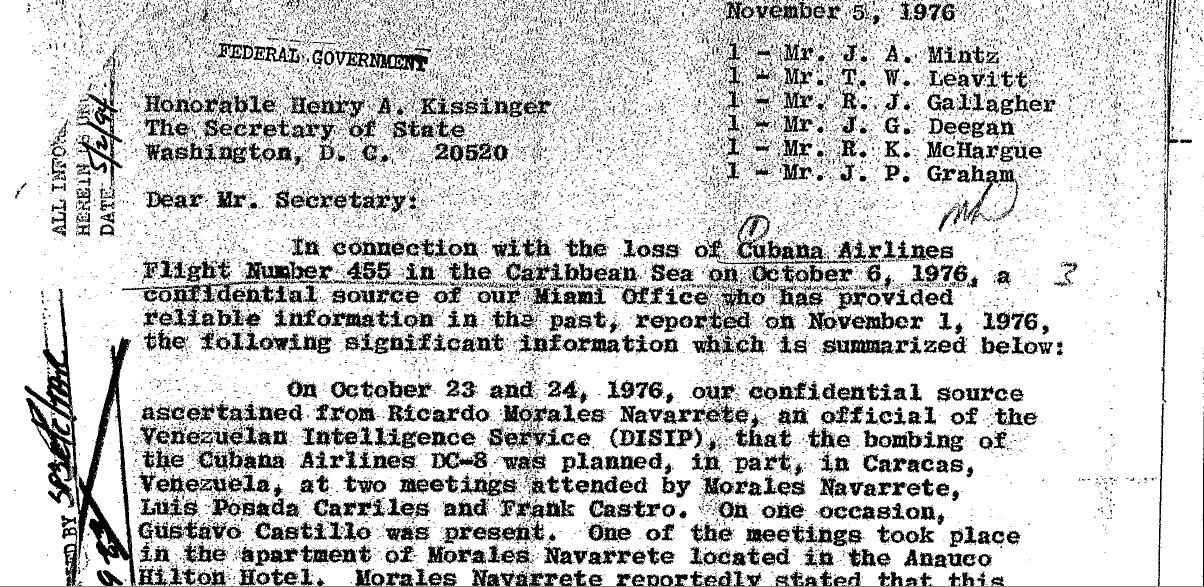
Documento do FBI